# Zebra Records
Zebra Records is een platenlabel uit Encino (Los Angeles), dat tegenwoordig bij MCA Records is aangesloten. Het geeft voornamelijk jazz, jazzrock en fusion uit. Zebra Records werd opgericht door muziekproducent Ricky Schultz. In de jaren tachtig was het nog een onafhankelijk platenlabel. In juli 1985 werd het sublabel Zebra Acoustic opgericht, dat uitsluitend akoestische muziek uitbracht, en sloot het label zich aan bij het Duitse Enja Records.

## Artiesten en bands
De volgende artiesten en bands hebben platen uitgebracht via Zebra Records:
- Cabo Frio
- Colour Code
- Brian Bromberg
- Skywalk
- Kenia
- Perri
- Bill Evans

- Bernie Tormé
- David Garfield
- Rob Mullins
- Brian Bromberg
- Jazz Is Dead
- Tommy Bolin

- Indra Lesmana
- Randy Bernsen
- Onaje Allen Gumbs
- Wayne Johnson Trio
- Kittyhawk
- Bricks Mortar
- Red Zebra